# U̐
Cette page contient des caractères spéciaux ou non latins. S’ils s’affichent mal (▯, ?, etc.), consultez la page d’aide Unicode.
U̐ (minuscule u̐), appelée U tchandrabindou est une lettre diacritée qui est utilisée dans les romanisations ALA-LC du bulgare et du kalmyk.
Elle est composée de la lettre U diacritée d’un tchandrabindou.

## Représentations informatiques
Le U tchandrabindou peut être représenté avec les caractères Unicode suivants :
- décomposé (latin de base, diacritiques) :

| formes    | représentations | chaînes de caractères | points de code | descriptions                                         |
| --------- | --------------- | --------------------- | -------------- | ---------------------------------------------------- |
| capitale  | U̐               | U◌̐                    | U+0055 U+0310  | lettre majuscule latine u diacritique tchandrabindou |
| minuscule | u̐               | u◌̐                    | U+0075 U+0310  | lettre minuscule latine u diacritique tchandrabindou |

## Sources
- Randall Keigan Barry, « Bulgarian », ALA-LC Romanization Tables, Library of Congress, American Library Association, 1997. [PDF]
- Randall Keigan Barry, « Non Slavic Languages (in Cyrillic Script) », ALA-LC Romanization Tables, Library of Congress, American Library Association, 1997. [PDF]